# Ismael González Díaz
Ismael González Díaz San (San Fiz do Varón, Carballino; 24 de octubre de 1939 - Móstoles, Madrid; el 25 de julio de 2015) fue un cineasta, escritor, poeta español. 

## Biografía
Su familia republicana se exilió a Argentina y allí cursó sus primeros estudios en la ciudad de Bella Vista.[cita requerida]
En Caracas, Venezuela, ya como emigrante, trabaja como vendedor ambulante para después convertirse en auxiliar de publicidad, y posteriormente en jefe del departamento de una importante distribuidora de películas.
Ejerce el periodismo en diferentes medios escritos, radiofónicos y televisivos de Venezuela. Realiza una importante labor de apoyo para el desarrollo del cine nacional a través de su cargo en la distribuidora de películas Salvador Cárcel CA, que tenía una posición privilegiada como delegada del cine mexicano en Venezuela y también como representante de UA, United Artists y de las más importantes productoras americanas y europeas.
Es uno de los fundadores del sindicato Sutic, y lucha contra la dictadura de Marcos Pérez Jiménez en Venezuela y la de Trujillo en Santo Domingo.
Trabaja como corresponsal del diario La República en Sierra Maestra, Cuba, durante la revolución verde oliva, donde entabla relación con los hermanos Fidel y Raúl Castro, Che Guevara y Camilo Cienfuegos.
Es cofundador de la AVP (Asociación de Periodistas Venezolanos). También fue amigo y colaborador del poeta Oscar Guaramato en su exilio madrileño.
Durante unos años trabaja en Nueva York en el Departamento Latino de Publicidad de UA, United Artists y para Screen Plays Inc., la productora de Stanley Kramer.
Regresa a España en 1962, y funda Cocinex, Ars Films, Catro G, e Ismael González PC S.L., productoras, distribuidoras y exportadoras de cine español.
Pionero del arte y ensayo, monta el primer laboratorio de subtítulos en España, y la distribuidora de cine español en Nueva York y Ludwisghafen AR, Alemania, Cinespaña y Spanischer Filmverleih. Produce y dirige numerosas películas y más de cien cortometrajes . Tiene premios en casi todos los festivales importantes de España y el mundo.
Fue promotor de la Escuela de Yucatán y productor de los primeros corto de Fernando Trueba, Carlos Boyero, Resines, etc., así como y productor y correalizador con Javier Aguirre del cortometraje Underwelles, sobre el director de cine Orson Welles.
Fue amigo personal de los directores Luis Buñuel y Juan Antonio Bardem, el poeta y director Julián Marcos, y el actor Francisco Rabal, entre otros personajes del cine español.[cita requerida]

## Oficio de escritor
Escritor y poeta desde su adolescencia, tiene numerosos libros editados. Entre los más últimos cabe citar sus libros de poemas Adicado a Vos, Manifiesto Poético Libertario, La canción de Araguaney y otros cantos, Poemas dispersos, y las novelas O Barco da memoria esquecida, Impopulares cuentos, Más allá del Planeta Tierra, El Crimen de Osera, y los recientes Testamento Secreto, El día que Al lah destruirá América, y Mi querido cine español, una historia de nuestra cinematografía novelada en cuatro tomos. 
Colaborador en revistas de ciencia ficción, produce y dirige Existió otra Humanidad, el primer film de ciencia ficción del cine español, con la participación como actor del escritor Juanjo Benítez entre otros, narrada por Francisco Rabal y Fernando Rey.

## Proyectos futuros
Tiene en preparación el rodaje de "Memorias dun neno labrego", basada en la novela de Xose Neira Vilas, del que ya ha realizado la película Memorias de un neno labrego, o libro, y editado un libro sobre el tema con la participación de más de 35 grandes escritores gallegos.
También grabó discos de canciones basadas en sus poemas con música de Enrique Paisal, ex Tamara, y canciones étnicas africanas, y ha sido actor de reparto en algunas películas españolas y francesas . Es miembro de Cedro, SGAE y Egeda . Columnista de diferentes periódicos españoles, y corresponsal de Screen Hollywood.
Su hijo Ismael González Esteban, licenciado en Ciencias del Mar, sigue sus pasos como productor director cinematográfico y recientemente ha terminado, El Tango se llama Gardel y El retratista de Gardel, basadas en libros de su padre, y el corto de ciencia ficción González se va al futuro. Actualmente se prepara para el próximo rodaje del film de terror futurista La ciudad maldita, basado en la novela recién terminada y aún sin publicar de Ismael González Díaz. Está casado con María Luz, la mujer de su vida que lo acompaña en todos sus proyectos y tiene tres hijas más Eva, Olga e Isabel. 
También es editor del periódico digital La Voz Vecinal de Móstoles, que defiende el movimiento vecinal contra los abusos de los partidos políticos.
Tras su fallecimiento ha dejado dos proyectos inconclusos que realizaran sus hijos en colaboración con amigos y allegados, la opera folk rock Rosaliana y una próxima película o documental "Memorias dun neno labrego".